# Oxyopes sunandae
Espèce
Oxyopes sunandae est une espèce d'araignées aranéomorphes de la famille des Oxyopidae.

## Distribution
Cette espèce se rencontre en Inde et au Bangladesh.

## Habitat
Oxyopes shweta se rencontre dans les herbes et les petits buissons.
Il est également possible de la rencontrer dans les plantations d'anacardier.

## Description

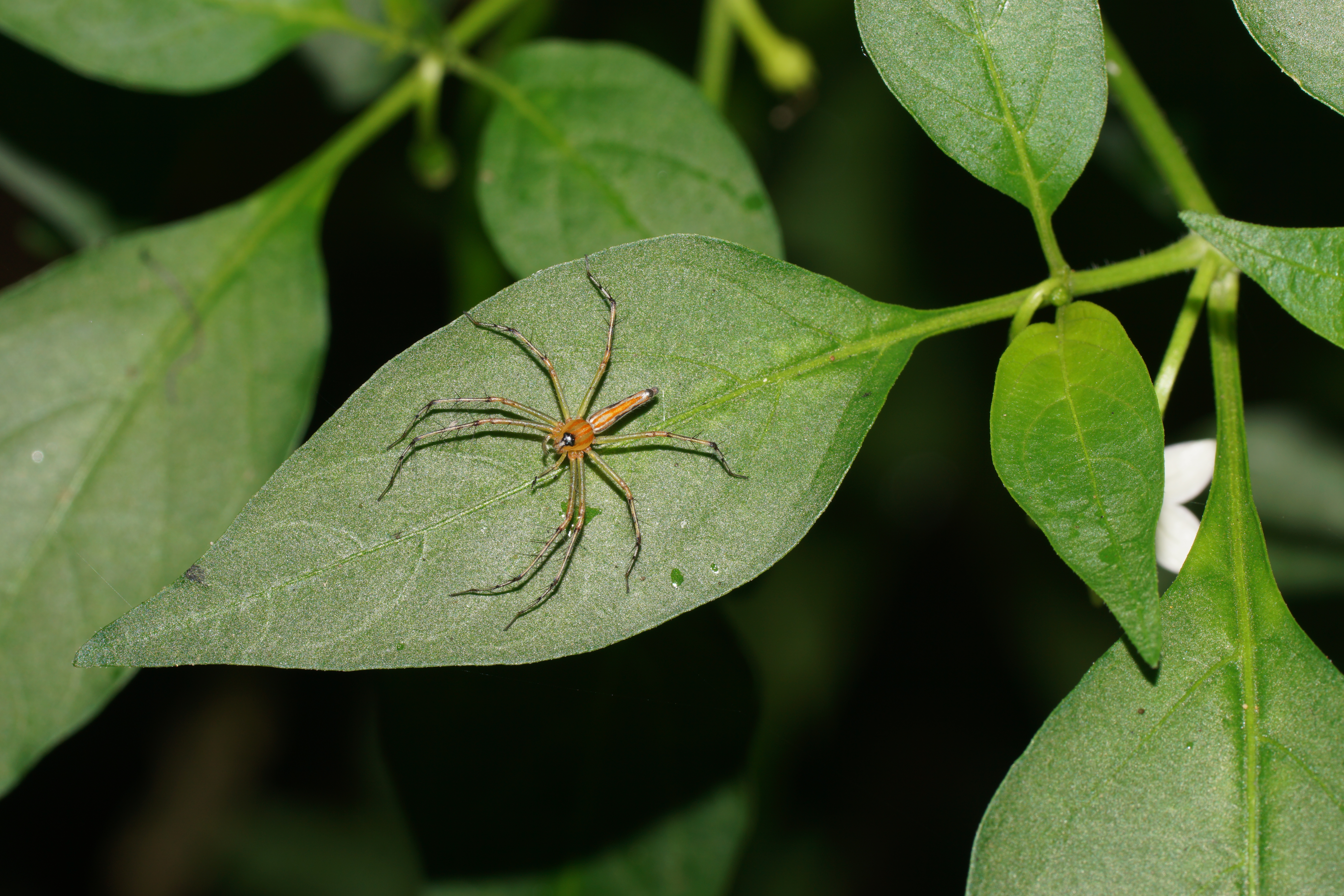
Oxyopes sunandae

La femelle holotype mesure 8,00 mm.
Les mâles mesurent de 4 à 6 mm et les femelles de 7 à 9 mm.
Le céphalothorax, jaune marron, plus long que large, présente deux paires de lignes orange. Il possède une fine fovéa au centre du thorax. Les yeux sont noirs avec la rangée postérieure fortement procurvée et la rangée antérieure fortement recourbée.
Les tibias et les tarses des palpes présentent une ligne dorsale noire. Les pattes, verdâtres, sont longues et fortes et couvertes d'épines noires. La surface rétro-latérale des fémurs des pattes I et IV présente une ligne noire. L’extrémité distale des tibias des pattes IV est marquée d'une tache noire.
L'abdomen, blanchâtre, est plus long que large se rétrécissant vers l'arrière. La région cardiaque est rouge orangée bordée de bandes jaunâtres englobant chacune dans la moitié postérieure trois points noirs. La partie antérieure des bandes jaunâtres présente des taches rouge marron sur leur partie latérale. La partie postérieure de l'abdomen est noirâtre.

## Comportement

### Prédation et alimentation
Oxyopes sunandae est un prédateur du genre Helopeltis.

## Espèce similaire
Oxyopes sunandae est similaire à Oxyopes sakuntalae.

## Publication originale
- Tikader, 1970 : Spider fauna of Sikkim. Records of the Zoological Survey of India, vol. 64, p. 1-83.